# Anthracnose

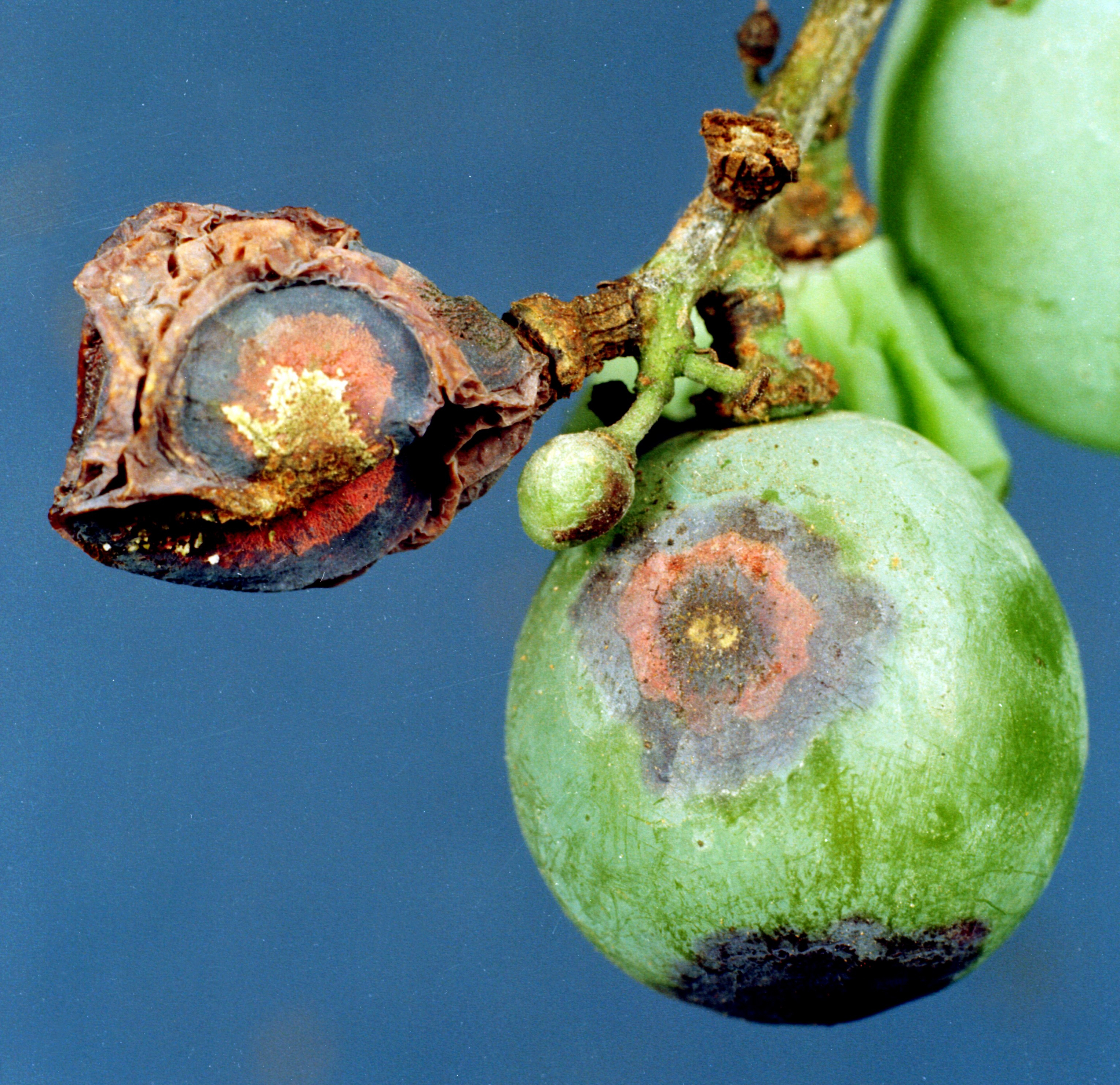
Symptômes d'anthracnose de la vigne, due à Elsinoe ampelina, sur grains de raisin.

L'anthracnose  est le nom générique d'une série de maladies cryptogamiques causées par diverses espèces de champignons ascomycètes phytopathogènes appartenant à différents genres (Apiognomonia, Colletotrichum, Discula, Gloeosporium, Glomerella, Gnomonia, Pseudopeziza, etc.) affectant de nombreuses espèces de plantes cultivées : des arbres et arbustes fruitiers, cerisier, chêne, framboisier,  groseillier, vigne, manguier, avocatier, des plantes potagères : maïs, fraisier, haricot, pois, tomate… ainsi que des arbres et arbustes d'ornement (rosier mais attention à ne pas confondre avec la maladie des taches noires).

## Étymologie
Le terme «  anthracnose » est apparu en français en 1879 pour désigner une maladie de la vigne, appelée aussi « charbon » ou « rouille noire ». Le mot est composé de deux radicaux grecs, anthrax (ανθραξ) (sens médical : agglomération de plusieurs furoncles à tendance nécrosante) et nosos (νοσος) « maladie, fléau ».  

## Description
Sur les fruits apparaissent des taches rondes et brunes de dessèchement qui peuvent être auréolées de rouge-mauve. L'anthracnose qui affaiblit la plante en diminuant son capital feuillu, est nuisible à la production fruitière, mais ne menace pas directement la vie de la plante. L'affaiblissement peut permettre l'infestation par des maladies plus graves.
L'anthracnose est une maladie qui touche la production de mangue en Côte d'Ivoire. En Côte d'Ivoire, la principale zone de production de mangues exportées est située au nord du pays. La production et la commercialisation de ce fruit est fortement compromise par diverses maladies d'origine fongiques dont l'anthracnose.
L'anthracnose touche également l'olivier. Une catastrophe économique sans pareille a ravagé les récoltes d'olives à l'automne 2014. [réf. nécessaire]

## Principales formes d'anthracnose
Source : OEPP.
- anthracnose de la banane - Colletotrichum musae,
- anthracnose de l'airelle - Glomerella cingulata,
- anthracnose de la fève (et de la fèverole) -  Didymella fabae, Aschochyta fabae,
- anthracnose de la laitue - Microdochium panattonianum,
- anthracnose de la luzerne - Colletotrichum destructivum, Colletotrichum trifolii,
- anthracnose de l'amandier - Glomerella cingulata,
- anthracnose de la patate douce - Elsinoe batatas,
- anthracnose de l'arachide - Sphaceloma arachidis,
- anthracnose de la ronce - Elsinoe veneta,
- anthracnose de la tomate - Glomerella cingulata, Colletotrichum coccodes,
- anthracnose de la vigne, anthracnose maculée de la vigne - Elsinoe ampelina,
- anthracnose de l'aubergine - Glomerella cingulata,
- anthracnose de l'avocatier - Sphaceloma perseae,
- anthracnose de l'épinard - Colletotrichum dematium f. spinaciae
- anthracnose de l'hévéa - Glomerella cingulata,
- anthracnose de l'oignon blanc - Colletotrichum circinans,
- anthracnose de l'olivier - Colletotrichum  acutatum, Colletotrichum gloeosporioides[3]
- anthracnose de l'oranger - Elsinoe australis,
- anthracnose de l'orme - Stegophora ulmea,
- anthracnose d'entrepôt de la poire - Neofabraea alba,
- anthracnose d'entrepôt de la pomme - Neofabraea alba
- anthracnose des agrumes - Glomerella cingulata, Glomerella acutata,
- anthracnose des baies du caféier - Colletotrichum kahawae,
- anthracnose des céréales - Glomerella graminicola,
- anthracnose des cucurbitacées Glomerella lagenarium,
- anthracnose des légumineuses fourragères - Kabatiella caulivora,
- anthracnose des liliacées - Colletotrichum circinans,
- anthracnose des pommes - Glomerella cingulata, Neofabraea alba,
- anthracnose du carvi - Mycocentrospora acerina,
- anthracnose du cassissier - Drepanopeziza ribis f. sp. nigri,
- anthracnose du cerisier - Blumeriella hiemalis,
- anthracnose du citronnier - Glomerella cingulata,
- anthracnose du cornouiller - Discula destructiva,
- anthracnose du cotonnier - Glomerella gossypii,
- anthracnose du fraisier - Gnomonia fructicola, Glomerella acutata, Colletotrichum fragariae
- anthracnose du framboisier - Elsinoe veneta,
- anthracnose du groseillier - Drepanopeziza ribis,
- anthracnose du groseillier à maquereaux - Drepanopeziza ribis f. sp. grossulariae,
- anthracnose du groseillier rouge - Drepanopeziza ribis f. sp. rubri,
- anthracnose du haricot - Colletotrichum lindemuthianum,
- anthracnose du haricot de Lima - Colletotrichum truncatum,
- anthracnose du jute - Colletotrichum corchorum,
- anthracnose du lin-graine - Colletotrichum lini,
- anthracnose du maïs - Mycosphaerella zeae-maydis, Glomerella graminicola,
- anthracnose du manguier - Colletotrichum gloeosporioides
- anthracnose du noyer - Gnomonia leptostyla,
- anthracnose du palmier à huile - Cercospora elaeidis, Melanconium elaeidis,
- anthracnose du pêcher - Neofabraea malicorticis
- anthracnose du piment - Glomerella cingulata,
- anthracnose du platane - Apiognomonia veneta,
- anthracnose du poireau - Colletotrichum circinans,
- anthracnose du poirier - Neofabraea malicorticis, Elsinoe piri,
- anthracnose du pois - Phoma pinodella, Colletotrichum lindemuthianum, Didymella pisi, Didymella pinodes,
- anthracnose du pois-chiche - Mycosphaerella rabiei,
- anthracnose du poivron - Colletotrichum capsici,
- anthracnose du pommier - Elsinoe piri, Neofabraea malicorticis,
- anthracnose du rosier - Elsinoe rosarum,
- anthracnose du saule - Drepanopeziza salicis,
- anthracnose du soja - Colletotrichum truncatum, Glomerella glycines, Sphaceloma glycines,
- anthracnose du tabac - Colletotrichum tabacum ,
- anthracnose du théier - Elsinoe leucospila,
- anthracnose du trèfle - Colletotrichum destructivum,
- anthracnose du trèfle, anthracnose septentrionale du trèfle - Kabatiella caulivora.